# Distretto di Zapatero
Il distretto di Zapatero è uno degli undici distretti  della provincia di Lamas, in Perù. Si trova nella regione di San Martín e si estende su una superficie di 175 chilometri quadrati.

Istituito il 15 ottobre 1954, ha per capitale la città di Zapatero; al censimento 2005 contava 5.008 abitanti.